# Max Rosenheim
Max Leonard Rosenheim (15 mars 1908 - 2 décembre 1972) est un médecin et universitaire britannique.

## Éducation
Max Leonard Rosenheim est né à Londres de Ludwig Rosenheim, un agent de change, dont le père est originaire de Wurtzbourg, en Allemagne, et de Martha Reichenbach, dont le père est originaire de Saint-Gall, en Suisse. Ses parents sont des juifs non pratiquants et membres de la Société d'éthique. Rosenheim a une sœur, Adele Van Noorden (née Rosenheim) et un frère, le major Charles Leslie Rosenheim,.
Rosenheim fait ses études à la Shrewsbury School, au St John's College de Cambridge et à la faculté de médecine de l'University College Hospital (UCH).

## Carrière
En 1938, Rosenheim reçoit la bourse de voyage Bilton Pollard et travaille comme assistant de recherche de Fuller Albright (en) au Massachusetts General Hospital.
Rosenheim rejoint le Royal Army Medical Corps en 1941 et sert au Moyen-Orient et en Italie, quittant l'armée en tant que brigadier. De 1945 à 1946, Rosenheim est médecin consultant auprès des forces terrestres alliées en Asie du Sud-Est.
À partir de 1949 et pendant les 21 années suivantes, Rosenheim est professeur de médecine à l'UCH, démissionnant en 1960 mais conservant ses liens avec l'UCH, en tant que médecin à temps partiel. Il s'intéresse aux maladies rénales et à l'hypertension, et il est parmi les premiers de sa profession à convaincre ses collègues que l'hypertension pouvait être traitée.
Au Royal College of Physicians, Rosenheim est élu membre (MRCP) en 1934 et Fellow (FRCP) en 1941; il prononce la conférence lumléienne au Collège en 1963 intitulée Problèmes de pyélonéphrite chronique. En 1966, il est élu président du Collège royal des médecins (PRCP), poste qu'il occupe jusqu'à sa mort en 1972. En 1972, quelques mois avant sa mort, il est élu membre de la Royal Society (FRS),.
Rosenheim est nommé Commandeur de l'Ordre de l'Empire britannique (CBE) dans les honneurs d'anniversaire de 1955, promu Chevalier Commandeur (KBE) dans les honneurs du Nouvel An de 1967. Sir Max est créé pair à vie le 31 juillet 1970 en prenant le titre de baron Rosenheim, du Borough londonien de Camden.